# Цурпху
Цурпху или Цурпу— буддийский монастырь, который служит традиционным местонахождением Кармапы. Он размещается в городе Гурум в уезде Толунгдечхен в Тибетском автономном районе в Китае, в 70 км от Лхасы, на высоте 4300 м над уровнем моря. Обращенный на юг, монастырский комплекс возведен в середине долины и окружен горами. Цурпху представляет собой комплекс площадью 300 м² и толщиной стен до 4 м. Жилища монахов находятся на восточной стороне монастыря.
Монастырь был основан первым Кармапой по имени Дюсум Кхьенпа (1110-1193), в 1159 году, после того как он посетил данную местность и совершил приношения её покровителям, дхармапалам, тем самым определив, где должен находиться будущий монастырь. В 1189 году он снова побывал здесь и основал главное место своего пребывания. Постепенно монастырь вырос до таких размеров, что мог свободно вмещать 1000 монахов.
Он был полностью уничтожен в 1966 году во время культурной революции, но в 1980 году Кармапой Рангджунг Ригпе Дордже началось его восстановление. После признания Ургьена Тринле Дордже в качестве 17-го Кармапы, он жил в Цурпху, проходя там своё традиционное буддийское обучение, а также посвящая много времени восстановлению монастыря. В частности, под его руководством была построена новая шедра (колледж), а также восстановлено много строений огромного монастырского комплекса. В конце 1999 года 17-й Кармапа оставил Цурпху, бежав в Индию, где находится и сейчас. Тем не менее Цурпу продолжает оставаться его главной резиденцией в Тибете.